# Збройні сили Мавританії
Збройні сили Мавританії (араб. الجيش الوطني الموريتاني[عدل], трансліт. al-Jaysh al-Waṭanī al-Mūrītānī; французька Armée Nationale Mauritanienne) — сукупність збройних сил Мавританії, мають у своєму складі сухопутні війська, військово-морські сили, повітряні сили, жандармерію та президентську гвардію. Інші служби, включаючи національну гвардію та національну поліцію мають підпорядкування до Міністерства внутрішніх справ. Станом на 2010 рік бюджет Збройних сил Мавританії становив 5.5 % ВВП країни.